# Charles William Lancaster
Charles William Lancaster (Londra, 24 giugno 1820 – Londra, 24 aprile 1878) è stato un inventore britannico.
Nel 1845 ereditò l'officina da armaiolo del padre Charles Lancaster e da allora avviò una proficua collaborazione con l'esercito britannico.
Nel 1846 brevettò delle palle da cannone coniche capaci di ruotare autonomamente durante il tragitto da compiere; nel 1853 inventò la cartuccia Lancaster.
Scrisse il libro The art of shooting, pubblicato postumo.